# 573814 Sergeyzvyagin
573814 Sergeyzvyagin è un asteroide della fascia principale. Scoperto nel 2009, presenta un'orbita caratterizzata da un semiasse maggiore pari a 2,685313 UA e da un'eccentricità di 0,048015, inclinata di 21,015086ª rispetto all'eclittica.